# Холодные ноги
«Холодные ноги» (англ. Cold Feet) — авантюрная комедия режиссёра Роберта Дорнхельма с Томом Уэйтсом, Салли Кёркленд и Китом Кэррадайном в главных ролях. Сценарий фильма был написан романистами Томом МакГуэйном и Джимом Харрисоном в 1970 году и оставался невостребованным порядка десяти лет. Позже он был отредактирован МакГуэйном для Роберта Дорнхельма, который поставил картину в 1989 году. Лента получила смешанные отзывы критиков и достаточно скромные сборы в размере 289 975 долларов.

## Сюжет
Контрабандисты Кенни и Монти провозят через американо-мексиканскую границу контейнер с изумрудами, зашитый в желудок гнедого жеребца-чемпиона. Без проблем добравшись до Аризоны, Кенни отправился на поиски девушки Монти, Марин, которая ждёт мошенников в доме на колёсах. Воспользовавшись отсутствием коллеги, Монти забрал жеребца, нанял самолёт и улетел в Монтану, где скрылся на ранчо своего брата Бака и его супруги Лауры. Обманутые Кенни и Марин немедленно бросились в погоню.

## Актёры
- Том Уэйтс — Кенни
- Салли Кёркленд — Марин
- Кит Кэррадайн — Монти
- Билл Пуллман — Бак
- Кэтлин Йорк — Лаура
- Рип Торн — шериф

## Критика
Рецензент Los Angeles Times Шила Бенсон охарактеризовала «Холодные ноги» как «шизоидный фильм с ловкими и смешными актёрами». Автор New York Times Кэрин Джеймс описала ленту как «неприхотливое, иногда весёлое, удивительно освежающие кино». Критик Washington Post Хэл Хинсон написал, что «безумный битник Уэйтс и нимфоманиакальная Кёркленд могут быть смешны только один раз». Обозревательница Sun-Sentinel Кэндис Расселл отметила, что картина смотрится «непринуждённо за счёт своего нахального тона и раскованных персонажей». Корреспондент Time Out Джей Эй оценил «Холодные ноги» как «совершенно сумасшедший и совершенно очаровательный фильм с красочно эксцентричными и странно правдоподобными персонажами, ситуациями и диалогами».